# Joseph Andreas Lindauer

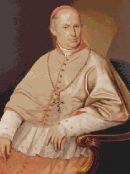
Johann Andreas Lindauer, Bischof von Budweis (1845–1850)

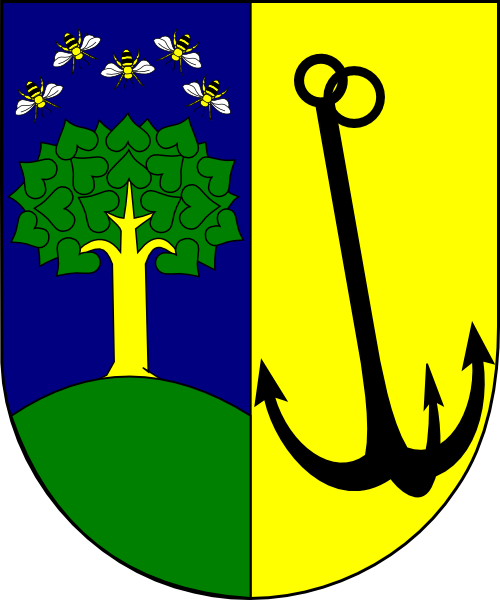
Wappen Johann Andreas Lindauer, Bischof von Budweis (1845–1850)

Joseph Andreas Lindauer (tschechisch: Josef Ondřej Lindauer; * 29. November 1784 in Pilsen; † 5. Juni 1850 in Budweis) war Bischof von Budweis.

## Leben
Joseph Andreas Lindauer empfing am 15. August 1807 in Prag die Priesterweihe und wirkte anschließend als Kaplan in mehreren Pfarreien im Pilsener Gebiet. Später wurde er Dekan in Přeštice und danach Archidekan in Pilsen. Ab 1835 gehörte er dem Metropolitankapitel zu St. Veit in Prag an.
Nach dem Tod des Budweiser Bischofs Ernest Konstantin Růžička ernannte Ferdinand I., dem das Nominationsrecht in seiner Eigenschaft als Kaiser von Österreich zustand, am 22. September 1845 Joseph Andres Lindauer zu dessen Nachfolger.
Der päpstlichen Bestätigung vom 25. November 1845 durch Gregor XVI. folgte am 18. Januar 1846 die Bischofsweihe im Prager Veitsdom durch Erzbischof Alois Joseph Schrenck von Notzing und am 2. Februar 1846 in Budweis die Inthronisation.
Nach seinem Tod wurde er in einem einfachen Erdgrab am Friedhof der Kirche des Hl. Prokop in Budweis bestattet.